# Talunan Maju
Talunan Maju is een bestuurslaag in het regentschap Solok Selatan van de provincie West-Sumatra, Indonesië. Talunan Maju telt 2297 inwoners (volkstelling 2010).